# Чемпіонат світу з хокею із шайбою 2000
Чемпіонат світу з хокею із шайбою 2000 — спортивне змагання з хокею із шайбою під егідою Міжнародної федерації хокею із шайбою (ІІХФ). Турнір відбувався з 29 квітня по 14 травня 2000 року в Росії. Матчі проходили на льоду арен «Льодовий палац» та «Ювілейний» у Санкт-Петербурзі.
Збірна Чехії виграла золоті медалі, перемігши збірну Словаччини у фіналі з рахунком 5:3. Для Чехії ця медаль стала третьою золотою медаллю за новітню історію команди.
Вперше чемпіонат світу з хокею із шайбою проводився в Росії.

## Кваліфікація

### Група 1
| Поз | Команда         | І | В | Н | П | ГЗ | ГП | РГ | О | Кваліфікація    |
| --- | --------------- | - | - | - | - | -- | -- | -- | - | --------------- |
| 1   | Латвія          | 3 | 1 | 2 | 0 | 6  | 3  | +3 | 4 | Чемпіонат світу |
| 2   | Україна         | 3 | 1 | 2 | 0 | 5  | 4  | +1 | 4 | Чемпіонат світу |
| 3   | Велика Британія | 3 | 0 | 3 | 0 | 3  | 3  | 0  | 3 | Плей-оф         |
| 4   | Казахстан       | 3 | 0 | 1 | 2 | 6  | 10 | −4 | 1 | Вибув           |

### Група 2
| Поз | Команда  | І | В | Н | П | ГЗ | ГП | РГ | О | Кваліфікація    |
| --- | -------- | - | - | - | - | -- | -- | -- | - | --------------- |
| 1   | Італія   | 3 | 2 | 0 | 1 | 11 | 7  | +4 | 4 | Чемпіонат світу |
| 2   | Франція  | 3 | 1 | 1 | 1 | 10 | 10 | 0  | 3 | Чемпіонат світу |
| 3   | Норвегія | 3 | 1 | 1 | 1 | 7  | 8  | −1 | 3 | Плей-оф         |
| 4   | Данія    | 3 | 1 | 0 | 2 | 9  | 12 | −3 | 2 | Вибув           |

Плей-оф
| 14 гоудня 1999  |     |          |  |
| Велика Британія | 1–2 | Норвегія |  |
|                 |     |          |  |

### Група 3
| Поз | Команда        | І | В | Н | П | ГЗ | ГП | РГ  | О | Кваліфікація    |
| --- | -------------- | - | - | - | - | -- | -- | --- | - | --------------- |
| 1   | Японія         | 2 | 2 | 0 | 0 | 14 | 0  | +14 | 4 | Чемпіонат світу |
| 2   | Китай          | 2 | 1 | 0 | 1 | 4  | 7  | −3  | 2 | Вибули          |
| 3   | Південна Корея | 2 | 0 | 0 | 2 | 2  | 13 | −11 | 0 | Вибули          |

## Команди
| Група A                                | Група B                                     | Група C                              | Група D                             |
| -------------------------------------- | ------------------------------------------- | ------------------------------------ | ----------------------------------- |
| - Білорусь - Латвія - Україна - Швеція | - Австрія - Італія - Словаччина - Фінляндія | - Канада - Норвегія - Чехія - Японія | - Росія - США - Франція - Швейцарія |

## Регламент змагань
Згідно з регламентом змагань, на попередньому етапі 16 команд були поділені на 4 групи по 4 збірні, в яких змагалися за круговою системою. Команди, що посіли перші три місця в групі проходили у кваліфікаційний раунд. Останні команди в групах припиняли боротьбу за нагороди і потрапляли до втішного раунду, де змагалися за право залишитися на наступний рік в найсильнішому дивізіоні чемпіонатів світу.
У кваліфікаційному раунді 12 команд змагалися у двох групах (по 6 в кожній). Після ще трьох поєдинків на даному етапі, чотири перші команди в кожній групі потрапляли до чвертьфіналу. Інші чотири колективи припиняли участь в чемпіонаті.
Пари чвертьфіналістів утворювалися за наступним принципом: лідер однієї з кваліфікаційних груп грав з четвертою командою другої кваліфікаційної групи, 2-га — з 3-ю, 3-тя — з 2-ю і т. д. Переможці потрапляли до півфіналу, де розігрували путівку у фінал. Команди, що поступилися у півфінальних протистояннях грали матч за третє місце. А переможні 1/2 фіналу розігрували звання чемпіонів світу.
На попередньому етапі і кваліфікаційному раунді, за перемогу команді нараховувалося 2 очка, за нічию  — 1, за поразку  — команда не отримувала жодного очка.

## Попередній раунд
Матчі у групах A і D проходили у спортивно-концертному комплексі «Льодовий Палац», а матчі у групах B і C — у спортивному комплексі «Ювілейний».
|  | Команда переходить у кваліфікаційний раунд |
|  | Команда змагається у турнірі на вибування  |

### Група A
| Команда  | І | В | Н | П | ГЗ | ГП | Різ | Очк |
| -------- | - | - | - | - | -- | -- | --- | --- |
| Швеція   | 3 | 3 | 0 | 0 | 17 | 3  | +14 | 6   |
| Латвія   | 3 | 2 | 0 | 1 | 9  | 7  | +2  | 4   |
| Білорусь | 3 | 1 | 0 | 2 | 10 | 16 | −6  | 2   |
| Україна  | 3 | 0 | 0 | 3 | 6  | 16 | −10 | 0   |

Час початку матчів місцевий (UTC+4).
| 30 квітня 2000 16:30 | Білорусь | 7 — 3 (3–1, 3–1, 1–1) | Україна | СКК Льодовий Палац Глядачів: 3,500 |

| Протокол | Протокол                                | Протокол                                                                                | Протокол      | Протокол              |
| --- | --------------------------------------- | --------------------------------------------------------------------------------------- | ------------- | --------------------- |
| | Андрій Мезін                            | Голкіпери                                                                               | Ігор Карпенко | Арбітр: Пекка Хааянен |
| Хмиль (Циплаков, Калюжний б) 03:50 Хмиль (Андрієвський) 11:13 Старостенко (Стась) 12:19 Ковальов (б) 20:49 Андрієвський (Скабелка м) 25:47 Циплаков (Ковальов б) 28:43 Циплаков (Скабелка) 53:30 | 1:0 2:0 2:1 3:1 4:1 4:2 5:2 6:2 6:3 7:3 | 11:43 Проценко (Варламов) 22:48 Калмиков (Матвійчук) 41:34 Якушин (Шахрайчук, Варламов) |               | Арбітр: Пекка Хааянен |
| 12 хв. | Вилучення                               | 16 хв.                                                                                  |               | Арбітр: Пекка Хааянен |
| 31 | Кидки                                   | 17                                                                                      |               | Арбітр: Пекка Хааянен |

| 30 квітня 2000 20:30 | Латвія | 1 — 3 (0–2, 1–1, 0–0) | Швеція | СКК Льодовий Палац Глядачів: 6,500 |

| Протокол                            | Протокол        | Протокол                                                                                            | Протокол   | Протокол             |
| ----------------------------------- | --------------- | --------------------------------------------------------------------------------------------------- | ---------- | -------------------- |
|                                     | Артур Ірбе      | Голкіпери                                                                                           | Томмі Сало | Арбітр: Кевін Ейксон |
| Белявський (Фандуль, Матицін) 39:39 | 0:1 0:2 0:3 1:3 | 07:50 Ган (Г. Седін, Д. Седін) 09:40 Гуселіус (Аксельссон, Ронквіст) 31:00 Д. Седін (Ган, Г. Седін) |            | Арбітр: Кевін Ейксон |
| 12 хв.                              | Вилучення       | 14 хв.                                                                                              |            | Арбітр: Кевін Ейксон |
| 32                                  | Кидки           | 30                                                                                                  |            | Арбітр: Кевін Ейксон |

| 2 травня 2000 16:30 | Білорусь | 3 — 6 (0–2, 3–3, 0–1) | Латвія | СКК Льодовий Палац Глядачів: 7,200 |

| Протокол                                                                     | Протокол                            | Протокол | Протокол   | Протокол                 |
| ---------------------------------------------------------------------------- | ----------------------------------- | --- | ---------- | ------------------------ |
|                                                                              | Андрій Мезін                        | Голкіпери | Артур Ірбе | Арбітр: Владімір Мігалік |
| Ковальов (Циплаков) 28:51 Валуй 34:09 Карачун (Андрієвський, Скабелка) 37:53 | 0:1 0:2 0:3 1:3 1:4 2:4 2:5 3:5 3:6 | 05:13 Белявський (Лавіньш, Фандуль б) 17:16 Скрастіньш (Вітоліньш б) 27:44 Опулськіс (Ниживій, Скрастіньш) 33:30 Опульскіс (Ниживій) 36:41 Пантелєєв (Тамбієв, Сеєйс) 41:06 Белявський (Фандуль м) |            | Арбітр: Владімір Мігалік |
| 8 хв.                                                                        | Вилучення                           | 8 хв. |            | Арбітр: Владімір Мігалік |
| 19                                                                           | Кидки                               | 19 |            | Арбітр: Владімір Мігалік |

| 2 травня 2000 20:30 | Швеція | 7 — 2 (2–1, 3–1, 2–0) | Україна | СКК Льодовий Палац Глядачів: 4,200 |

| Протокол | Протокол                            | Протокол                                                                       | Протокол      | Протокол                 |
| --- | ----------------------------------- | ------------------------------------------------------------------------------ | ------------- | ------------------------ |
| | Томмі Сало                          | Голкіпери                                                                      | Ігор Карпенко | Арбітр: Сергій Карабанов |
| Нюландер (Модін, Норд б) 05:05 Д. Седін (Ган) 18:36 Гуселіус (Аксельссон) 25:33 Хоканссон (Ронквіст) 26:16 Гуселіус (б) 38:38 Модін (Нюландер) 55:28 Норд (Нюландер, Андерссон) 59:58 | 0:1 1:1 2:1 3:1 4:1 4:2 5:2 6:2 7:2 | 01:39 Бобровников (Разін, Литвиненко б) 30:49 Литвиненко (Савицький, Олецький) |               | Арбітр: Сергій Карабанов |
| 30 хв. | Вилучення                           | 64 хв.                                                                         |               | Арбітр: Сергій Карабанов |
| 37 | Кидки                               | 23                                                                             |               | Арбітр: Сергій Карабанов |

| 4 травня 2000 16:30 | Україна | 1 — 2 (1–0, 0–1, 0–1) | Латвія | СКК Льодовий Палац Глядачів: 10,800 |

| Протокол             | Протокол      | Протокол                                                          | Протокол   | Протокол               |
| -------------------- | ------------- | ----------------------------------------------------------------- | ---------- | ---------------------- |
|                      | Ігор Карпенко | Голкіпери                                                         | Артур Ірбе | Арбітр: Вільгельм Шімм |
| Литвиненко (б) 10:54 | 1:0 1:1 1:2   | 23:09 Вітоліньш (Тамбієв б) 54:08 Тамбієв (Скрастіньш, Пантелєєв) |            | Арбітр: Вільгельм Шімм |
| 14 хв.               | Вилучення     | 8 хв.                                                             |            | Арбітр: Вільгельм Шімм |
| 12                   | Кидки         | 23                                                                |            | Арбітр: Вільгельм Шімм |

| 4 травня 2000 20:30 | Швеція | 7 — 0 (4–0, 0–0, 3–0) | Білорусь | СКК Льодовий Палац Глядачів: 7,200 |

| Протокол | Протокол                    | Протокол  | Протокол     | Протокол                |
| --- | --------------------------- | --------- | ------------ | ----------------------- |
| | Томмі Сало                  | Голкіпери | Андрій Мезін | Арбітр: Тор Олав Йонсен |
| Андерссон (Ронквіст, Нюландер б) 06:46 Норд (Нордстрем, Ліндквіст) 11:48 Чернквіст (Аксельссон, Гуселіус) 14:57 Модін (Нюландер) 16:31 Д. Седін (Норстрем, Г. Седін б) 48:58 Ліндквіст (Нюландер, Норд) 51:02 Г. Седін (Д. Седін) 51:16 | 1:0 2:0 3:0 4:0 5:0 6:0 7:0 |           |              | Арбітр: Тор Олав Йонсен |
| 10 хв. | Вилучення                   | 16 хв.    |              | Арбітр: Тор Олав Йонсен |
| 23 | Кидки                       | 19        |              | Арбітр: Тор Олав Йонсен |

### Група B
| Команда    | І | В | Н | П | ГЗ | ГП | Різ | Очк |
| ---------- | - | - | - | - | -- | -- | --- | --- |
| Словаччина | 3 | 2 | 1 | 0 | 10 | 4  | +6  | 5   |
| Фінляндія  | 3 | 1 | 2 | 0 | 11 | 5  | +6  | 4   |
| Італія     | 3 | 1 | 0 | 2 | 5  | 12 | −7  | 2   |
| Австрія    | 3 | 0 | 1 | 2 | 3  | 8  | −5  | 1   |

Час початку матчів місцевий (UTC+4).
| 30 квітня 2000 16:30 | Словаччина | 2 — 0 (0–0, 0–0, 2–0) | Австрія | СК «Ювілейний» Глядачів: 750 |

| Протокол                                                           | Протокол    | Протокол  | Протокол       | Протокол                |
| ------------------------------------------------------------------ | ----------- | --------- | -------------- | ----------------------- |
|                                                                    | Павол Рибар | Голкіпери | Райнгард Дівіс | Арбітр: Тор Олав Йонсен |
| Пухер (Секераш, Пардави) 46:31 Шатан (Секераш, Вішньовски б) 58:28 | 1:0 2:0     |           |                | Арбітр: Тор Олав Йонсен |
| 8 хв.                                                              | Вилучення   | 14 хв.    |                | Арбітр: Тор Олав Йонсен |
| 45                                                                 | Кидки       | 21        |                | Арбітр: Тор Олав Йонсен |

| 30 квітня 2000 20:30 | Італія | 0 — 6 (0–2, 0–4, 0–0) | Фінляндія | СК «Ювілейний» Глядачів: 3,051 |

| Протокол | Протокол                | Протокол | Протокол     | Протокол                 |
| -------- | ----------------------- | --- | ------------ | ------------------------ |
|          | Андреа Карпано          | Голкіпери | Арі Суландер | Арбітр: Сергій Карабанов |
|          | 0:1 0:2 0:3 0:4 0:5 0:6 | 04:10 Капанен (Нуммелін м) 10:36 Каралахті (Калліо) 21:53 Туомайнен (Сіхвонен) 30:06 Тікканен (Туомайнен, Лумме) 30:45 Лінд (Каралахті, Хентунен) 39:06 Берг (Хельмінен) |              | Арбітр: Сергій Карабанов |
| 22 хв.   | Вилучення               | 10 хв. |              | Арбітр: Сергій Карабанов |
| 10       | Кидки                   | 58 |              | Арбітр: Сергій Карабанов |

| 2 травня 2000 16:30 | Словаччина | 6 — 2 (2–1, 0–0, 4–1) | Італія | СК «Ювілейний» Глядачів: 1950 |

| Протокол | Протокол                        | Протокол                                                                  | Протокол    | Протокол             |
| --- | ------------------------------- | ------------------------------------------------------------------------- | ----------- | -------------------- |
| | Павол Рибар                     | Голкіпери                                                                 | Майк Розаті | Арбітр: Eirik Hansen |
| Плавуха (Капуш) 1:20 Шатан (Капуш б) 58:28 Плавуха (Вішньовски, Капуш б) 42:00 Бартош (Пардави) 46:57 Шатан (Гуртай) 51:36 Пардави (Бартош) 58:40 | 1:0 2:0 2:1 3:1 3:2 4:2 5:2 6:2 | 13:35 Фелічетті (Де Тоні, Сакратіні) 43:05 Фелічетті (Топатіг, Кітарроні) |             | Арбітр: Eirik Hansen |
| 26 хв. | Вилучення                       | 38 хв.                                                                    |             | Арбітр: Eirik Hansen |
| 40 | Кидки                           | 25                                                                        |             | Арбітр: Eirik Hansen |

| 2 травня 2000 20:30 | Фінляндія | 3 — 3 (0–0, 1–2, 2–1) | Австрія | СК «Ювілейний» Глядачів: 3,950 |

| Протокол                                                                             | Протокол                | Протокол                                                  | Протокол       | Протокол                |
| ------------------------------------------------------------------------------------ | ----------------------- | --------------------------------------------------------- | -------------- | ----------------------- |
|                                                                                      | Веса Тоскала            | Голкіпери                                                 | Райнгард Дівіс | Арбітр: Даніель Курманн |
| Нійнімаа (Калліо, Йокінен б) 39.56 Хентунен (Лумме) 43.25 Тікканен (Туомайнен) 56.37 | 0:1 0:2 1:2 2:2 3:2 3:3 | 20.21 Бранднер 34.06 Гогенбергер 59.13 Бранднер (Лавої б) |                | Арбітр: Даніель Курманн |
| 4 хв.                                                                                | Вилучення               | 22 хв.                                                    |                | Арбітр: Даніель Курманн |
| 46                                                                                   | Кидки                   | 19                                                        |                | Арбітр: Даніель Курманн |

| 4 травня 2000 16:30 | Австрія | 0 — 3 (0–1, 0–1, 0–1) | Італія | СК «Ювілейний» Глядачів: 3,059 |

| Протокол | Протокол       | Протокол                                                                        | Протокол    | Протокол                |
| -------- | -------------- | ------------------------------------------------------------------------------- | ----------- | ----------------------- |
|          | Райнгард Дівіс | Голкіпери                                                                       | Майк Розаті | Арбітр: Петер Андерссон |
|          | 0:1 0:2 0:3    | 06.03 Дзаррілло (Мансі) 24.23 Сакратіні (Фелічетті) 59.33 Дзаррілло (Кітарроні) |             | Арбітр: Петер Андерссон |
| 10 хв.   | Вилучення      | 14 хв.                                                                          |             | Арбітр: Петер Андерссон |
| 27       | Кидки          | 27                                                                              |             | Арбітр: Петер Андерссон |

| 4 травня 2000 20:30 | Фінляндія | 2 — 2 (1–1, 1–0, 0–1) | Словаччина | СК «Ювілейний» Глядачів: 6995 |

| Протокол                                    | Протокол        | Протокол                                              | Протокол    | Протокол              |
| ------------------------------------------- | --------------- | ----------------------------------------------------- | ----------- | --------------------- |
|                                             | Арі Суландер    | Голкіпери                                             | Павол Рибар | Арбітр: Kevin Acheson |
| Капанен 2:26 Капанен (Хентунен, Лінд) 28:39 | 1:0 1:1 2:1 2:2 | 8:59 Греус (Вішньовски) 58:59 Пардави (Глінка, Капуш) |             | Арбітр: Kevin Acheson |
| 16 хв.                                      | Вилучення       | 18 хв.                                                |             | Арбітр: Kevin Acheson |
| 15                                          | Кидки           | 27                                                    |             | Арбітр: Kevin Acheson |

### Група C
| Команда  | І | В | Н | П | ГЗ | ГП | Різ | Очк |
| -------- | - | - | - | - | -- | -- | --- | --- |
| Чехія    | 3 | 3 | 0 | 0 | 12 | 4  | +8  | 6   |
| Норвегія | 3 | 2 | 0 | 1 | 13 | 7  | +6  | 4   |
| Канада   | 3 | 1 | 0 | 2 | 10 | 6  | +4  | 2   |
| Японія   | 3 | 0 | 0 | 3 | 3  | 21 | −18 | 0   |

Час початку матчів місцевий (UTC+4).
| 29 квітня 2000 16:30 | Канада | 6 — 0 (1–0, 2–0, 3–0) | Японія | СК «Ювілейний» Глядачів: 852 |

| Протокол | Протокол                | Протокол  | Протокол   | Протокол                |
| --- | ----------------------- | --------- | ---------- | ----------------------- |
| | Жозе Теодор             | Голкіпери | Дасті Імоо | Арбітр: Даніель Курманн |
| Бертуцці (Моррісон) 15.31 Джовановскі 23.38 Ісбістер (Окойн б) 33.20 Бертуцці (Сміт) 44.08 Бертуцці (Джовановскі) 51.10 Трамбле (Бертуцці) 53.36 | 1:0 2:0 3:0 4:0 5:0 6:0 |           |            | Арбітр: Даніель Курманн |
| 2 хв. | Вилучення               | 4 хв.     |            | Арбітр: Даніель Курманн |
| 47 | Кидки                   | 30        |            | Арбітр: Даніель Курманн |

| 29 квітня 2000 20:30 | Норвегія | 0 — 4 (0–1, 0–0, 0–3) | Чехія | СК «Ювілейний» Глядачів: 1,600 |

| Протокол | Протокол        | Протокол | Протокол       | Протокол             |
| -------- | --------------- | --- | -------------- | -------------------- |
|          | Відар Вольд     | Голкіпери | Роман Чехманек | Арбітр: Ейрік Гансен |
|          | 0:1 0:2 0:3 0:4 | 07.58 Власак (Рейхел, Шпаньгел) 42.56 Сикора (Проспал) 44.33 Виборний (Допіта, Власак) 54.27 Проспал (Варадя) |                | Арбітр: Ейрік Гансен |
| 10 хв.   | Вилучення       | 6 хв. |                | Арбітр: Ейрік Гансен |
| 34       | Кидки           | 30 |                | Арбітр: Ейрік Гансен |

| 1 травня 2000 16:30 | Чехія | 6 — 3 (2–1, 2–1, 2–1) | Японія | СК «Ювілейний» Глядачів: 1,500 |

| Протокол | Протокол                            | Протокол                                                             | Протокол       | Протокол               |
| --- | ----------------------------------- | -------------------------------------------------------------------- | -------------- | ---------------------- |
| | Душан Салфіцки                      | Голкіпери                                                            | Сініті Івасакі | Арбітр: Вільгельм Шімм |
| Варадя (Каберле, Бузек) 06.46 Допіта (Сикора, Виборний б) 07.43 Виборний (Допіта) 20.33 Гавлат (Патера) 39.59 Каберле 47.41 Штепанек (Проспал, Власак б) 57.32 | 1:0 2:0 2:1 3:1 3:2 4:2 5:2 5:3 6:3 | 17.13 Кувабара (Івата) 28.02 Фудзіта (Коборі) 55.04 Івата (Кувабара) |                | Арбітр: Вільгельм Шімм |
| 10 хв. | Вилучення                           | 14 хв.                                                               |                | Арбітр: Вільгельм Шімм |
| 37 | Кидки                               | 20                                                                   |                | Арбітр: Вільгельм Шімм |

| 1 травня 2000 20:30 | Канада | 3 — 4 (0–0, 3–3, 0–1) | Норвегія | СК «Ювілейний» Глядачів: 3,330 |

| Протокол                                                          | Протокол                    | Протокол | Протокол    | Протокол                 |
| ----------------------------------------------------------------- | --------------------------- | --- | ----------- | ------------------------ |
|                                                                   | Фред Братвейт               | Голкіпери | Відар Вольд | Арбітр: Сергій Карабанов |
| Траверс (Ісбістер) 26.10 Бертуцці (Моррісон) 37.12 Салліван 37.44 | 0:1 1:1 1:2 2:2 3:2 3:3 3:4 | 22.06 С. Нільсен (Мат. Трюгг) 26.27 Магнуссен (Скредер, Кнольд) 39.17 Мар. Трюгг (Мат. Трюгг, Дальстрем б) 48.49 Вікінгстад (Магнуссен) |             | Арбітр: Сергій Карабанов |
| 36 хв.                                                            | Вилучення                   | 18 хв. |             | Арбітр: Сергій Карабанов |
| 28                                                                | Кидки                       | 26 |             | Арбітр: Сергій Карабанов |

| 3 травня 2000 16:30 | Японія | 0 — 9 (0–4, 0–3, 0–2) | Норвегія | СК «Ювілейний» Глядачів: 1,685 |

| Протокол | Протокол                            | Протокол | Протокол    | Протокол                 |
| -------- | ----------------------------------- | --- | ----------- | ------------------------ |
|          | Дасті Імоо                          | Голкіпери | Відар Вольд | Арбітр: Владімір Шиндлер |
|          | 0:1 0:2 0:3 0:4 0:5 0:6 0:7 0:8 0:9 | 00.53 Скредер (Кнольд, Магнуссен) 03.22 Ф'єльд (Йонсен б) 07.25 Вікінгстад (Магнуссен) 15.54 Кнольд (Вікінгстад б) 21.23 Кнольд (Ф'єльд) 32.02 Сетер (Якобсен) 33.26 Скредер (Нерстебе, Мат. Трюгг б) 47.59 Магнуссен 49.15 Мар. Трюгг (Дальстрем) |             | Арбітр: Владімір Шиндлер |
| 24 хв.   | Вилучення                           | 8 хв. |             | Арбітр: Владімір Шиндлер |
| 22       | Кидки                               | 32 |             | Арбітр: Владімір Шиндлер |

| 3 травня 2000 20:30 | Чехія | 2 — 1 (1–1, 1–0, 0–0) | Канада | СК «Ювілейний» Глядачів: 5,261 |

| Протокол                                       | Протокол       | Протокол           | Протокол    | Протокол              |
| ---------------------------------------------- | -------------- | ------------------ | ----------- | --------------------- |
|                                                | Роман Чехманек | Голкіпери          | Жозе Теодор | Арбітр: Пекка Хааянен |
| Сикора 00.53 Допіта (Кучера, Виборний б) 26.57 | 1:0 1:1 2:1    | 11.59 Браун (Сміт) |             | Арбітр: Пекка Хааянен |
| 16 хв.                                         | Вилучення      | 18 хв.             |             | Арбітр: Пекка Хааянен |
| 35                                             | Кидки          | 21                 |             | Арбітр: Пекка Хааянен |

### Група D
| Команда   | І | В | Н | П | ГЗ | ГП | Різ | Очк |
| --------- | - | - | - | - | -- | -- | --- | --- |
| США       | 3 | 2 | 1 | 0 | 9  | 5  | +4  | 5   |
| Швейцарія | 3 | 1 | 1 | 1 | 8  | 9  | −1  | 3   |
| Росія     | 3 | 1 | 0 | 2 | 10 | 7  | +3  | 2   |
| Франція   | 3 | 1 | 0 | 2 | 7  | 13 | −6  | 2   |

Час початку матчів місцевий (UTC+4).
| 29 квітня 2000 16:30 | США | 3 — 3 (1–1, 1–1, 2–1) | Швейцарія | СКК «Льодовий Палац» Глядачів: 5,730 |

| Протокол                                                                      | Протокол                | Протокол                                                  | Протокол      | Протокол                |
| ----------------------------------------------------------------------------- | ----------------------- | --------------------------------------------------------- | ------------- | ----------------------- |
|                                                                               | Деміен Роудс            | Голкіпери                                                 | Мартін Гербер | Арбітр: Петер Андерссон |
| Гуслі (Коновальчук) 00.28 Плант (Гуслі б) 33.24 Коновальчук (Гелперн б) 50.28 | 1:0 1:1 2:1 2:2 2:3 3:3 | 12.46 Крамері (Фішер) 35.14 Фон Аркс 41.52 Демют (Келлер) |               | Арбітр: Петер Андерссон |
| 8 хв.                                                                         | Вилучення               | 12 хв.                                                    |               | Арбітр: Петер Андерссон |
| 22                                                                            | Кидки                   | 25                                                        |               | Арбітр: Петер Андерссон |

| 29 квітня 2000 20:30 | Росія | 8 — 1 (3–1, 4–0, 1–0) | Франція | СКК «Льодовий Палац» Глядачів: 11,000 |

| Протокол | Протокол                            | Протокол    | Протокол      | Протокол                 |
| --- | ----------------------------------- | ----------- | ------------- | ------------------------ |
| | Ілля Бризгалов                      | Голкіпери   | Патрік Роллан | Арбітр: Владімір Шиндлер |
| Сушинський (Марков) 01.14 Сушинський (Харитонов) 06.21 Афіногенов (Петров) 09.31 Гончар (Кудашов б) 22.54 Буре 24.15 Сушинський (Прокоп'єв) 28.52 Буре (Житник) 30.41 Прокоп'єв (Сушинський) 57.56 | 1:0 2:0 3:0 3:1 4:1 5:1 6:1 7:1 8:1 | 10.54 Башле |               | Арбітр: Владімір Шиндлер |
| 8 хв. | Вилучення                           | 20 хв.      |               | Арбітр: Владімір Шиндлер |
| 48 | Кидки                               | 14          |               | Арбітр: Владімір Шиндлер |

| 1 травня 2000 16:30 | Швейцарія | 2 — 4 (0–0, 2–2, 0–2) | Франція | СКК «Льодовий Палац» Глядачів: 3,200 |

| Протокол                                               | Протокол                | Протокол                                                                              | Протокол      | Протокол              |
| ------------------------------------------------------ | ----------------------- | ------------------------------------------------------------------------------------- | ------------- | --------------------- |
|                                                        | Мартін Гербер           | Голкіпери                                                                             | Крістобаль Юе | Арбітр: Пекка Хааянен |
| Саліс (Крамері б) 33.03 Женні (Крамері, Саліс б) 37.52 | 0:1 0:2 1:2 2:2 2:3 2:4 | 24.26 М. Розенталь (Бріан) 30.15 Бріан 51.12 Бріан (М. Розенталь) 54.12 Башле (Барен) |               | Арбітр: Пекка Хааянен |
| 16 хв.                                                 | Вилучення               | 14 хв.                                                                                |               | Арбітр: Пекка Хааянен |
| 27                                                     | Кидки                   | 33                                                                                    |               | Арбітр: Пекка Хааянен |

| 1 травня 2000 20:30 | Росія | 0 — 3 (0–0, 0–2, 0–1) | США | СКК «Льодовий Палац» Глядачів: 12,350 |

| Протокол | Протокол       | Протокол                                                          | Протокол  | Протокол                 |
| -------- | -------------- | ----------------------------------------------------------------- | --------- | ------------------------ |
|          | Ілля Бризгалов | Голкіпери                                                         | Роберт Еш | Арбітр: Владімір Мігалік |
|          | 0:1 0:2 0:3    | 29.17 Блейк (Пелузо б) 31.13 Гуслі (Пелузо, Гайнце) 46.06 Легванд |           | Арбітр: Владімір Мігалік |
| 10 хв.   | Вилучення      | 12 хв.                                                            |           | Арбітр: Владімір Мігалік |
| 44       | Кидки          | 30                                                                |           | Арбітр: Владімір Мігалік |

| 3 травня 2000 16:30 | Франція | 2 — 3 (0–2, 1–0, 1–1) | США | СКК «Льодовий Палац» Глядачів: 5,500 |

| Протокол                                         | Протокол            | Протокол                                                                                    | Протокол     | Протокол                |
| ------------------------------------------------ | ------------------- | ------------------------------------------------------------------------------------------- | ------------ | ----------------------- |
|                                                  | Крістобаль Юе       | Голкіпери                                                                                   | Деміен Роудс | Арбітр: Тор Олав Йонсен |
| Аймонетто (Звікель) 34.44 Бріан (Бозон б2) 40.49 | 0:1 0:2 1:2 2:2 2:3 | 08.08 Нілсен (Геггерті) 19.01 Тансілл (Легванд, Гендріксон) 44.50 Пелузо (Плант, Вайнріх б) |              | Арбітр: Тор Олав Йонсен |
| 16 хв.                                           | Вилучення           | 12 хв.                                                                                      |              | Арбітр: Тор Олав Йонсен |
| 21                                               | Кидки               | 31                                                                                          |              | Арбітр: Тор Олав Йонсен |

| 3 травня 2000 20:30 | Швейцарія | 3 — 2 (1–1, 2–1, 0–0) | Росія | СКК «Льодовий Палац» Глядачів: 12,350 |

| Протокол                                                                        | Протокол            | Протокол                                              | Протокол       | Протокол             |
| ------------------------------------------------------------------------------- | ------------------- | ----------------------------------------------------- | -------------- | -------------------- |
|                                                                                 | Рето Павоні         | Голкіпери                                             | Ілля Бризгалов | Арбітр: Кевін Ейксон |
| Суттер (Женні, Келлер) 19.33 Конне (Делла Росса) 36.05 Т. Циглер (Мікелі) 38.03 | 0:1 1:1 1:2 2:2 3:2 | 12.19 Яшин (Буре, Козлов) 35.11 Козлов (Яшин, Марков) |                | Арбітр: Кевін Ейксон |
| 10 хв.                                                                          | Вилучення           | 6 хв.                                                 |                | Арбітр: Кевін Ейксон |
| 21                                                                              | Кидки               | 36                                                    |                | Арбітр: Кевін Ейксон |

## Кваліфікаційний раунд
Команди, що посіли перші три місця у попередньому раунді переходять у кваліфікаційний раунд. У кваліфікаційному раунді команди поділені на дві групи: команди із груп A і D у групу E, а команди із груп B і C — у групу F.
Матчі у групі E проходили у СКК «Льодовий Палац», а матчі у групі F — у СК «Ювілейний».
Команди, що посіли перші чотири місця в обох групах E і F переходять у раунд плей-оф.
|  | Команда переходить у раунд плей-оф |
|  | Команда припиняє подальшу участь   |

### Група E
| Команда   | І | В | Н | П | ГЗ | ГП | Різ | Очк |
| --------- | - | - | - | - | -- | -- | --- | --- |
| США       | 5 | 3 | 2 | 0 | 13 | 7  | +6  | 8   |
| Швейцарія | 5 | 2 | 2 | 1 | 14 | 12 | +2  | 6   |
| Швеція    | 5 | 2 | 1 | 2 | 16 | 11 | +5  | 5   |
| Латвія    | 5 | 2 | 1 | 2 | 12 | 13 | −1  | 5   |
| Білорусь  | 5 | 2 | 0 | 3 | 9  | 17 | −8  | 4   |
| Росія     | 5 | 1 | 0 | 4 | 8  | 12 | −4  | 2   |

Час початку матчів місцевий (UTC+4)
| 5 травня 2000 16:30 | Латвія | 3 — 2 (0—0, 3—2, 0—0) | Росія | СКК «Льодовий Палац» Глядачів: 7,500 |

| Протокол                                                         | Протокол            | Протокол                                  | Протокол       | Протокол                |
| ---------------------------------------------------------------- | ------------------- | ----------------------------------------- | -------------- | ----------------------- |
|                                                                  | Артур Ірбе          | Голкіпери                                 | Ілля Бризгалов | Арбітр: Петер Андерссон |
| Керч (Лавіньш б) 21.58 Семенов (Ніживій) 36.58 Семенов (б) 38.36 | 1:0 1:1 2:1 3:1 3:2 | 34.16 Петров (Жамнов) 39.25 Буре (Козлов) |                | Арбітр: Петер Андерссон |
| 12 хв.                                                           | Вилучення           | 16 хв.                                    |                | Арбітр: Петер Андерссон |
| 26                                                               | Кидки               | 39                                        |                | Арбітр: Петер Андерссон |

| 5 травня 2000 20:30 | США | 1 — 0 (0—0, 1—0, 0—0) | Білорусь | СКК «Льодовий Палац» Глядачів: 5,300 |

| Протокол     | Протокол     | Протокол  | Протокол     | Протокол                 |
| ------------ | ------------ | --------- | ------------ | ------------------------ |
|              | Деміен Роудс | Голкіпери | Андрій Мезін | Арбітр: Владімір Мігалік |
| Луонго 26.17 | 1:0          |           |              | Арбітр: Владімір Мігалік |
| 8 хв.        | Вилучення    | 6 хв.     |              | Арбітр: Владімір Мігалік |
| 28           | Кидки        | 25        |              | Арбітр: Владімір Мігалік |

| 6 травня 2000 20:30 | Швеція | 1 — 1 (0—0, 0—0, 1—1) | Швейцарія | СКК «Льодовий Палац» Глядачів: 6,800 |

| Протокол                            | Протокол   | Протокол                  | Протокол    | Протокол                 |
| ----------------------------------- | ---------- | ------------------------- | ----------- | ------------------------ |
|                                     | Томмі Сало | Голкіпери                 | Рето Павоні | Арбітр: Владімір Шиндлер |
| Гуселіус (Йонссон, Францен б) 56.13 | 0:1 1:1    | 46.24 Т. Циглер (Крамері) |             | Арбітр: Владімір Шиндлер |
| 14 хв.                              | Вилучення  | 18 хв.                    |             | Арбітр: Владімір Шиндлер |
| 26                                  | Кидки      | 39                        |             | Арбітр: Владімір Шиндлер |

| 7 травня 2000 16:30 | Росія | 0 — 1 (0—1, 0—0, 0—0) | Білорусь | СКК «Льодовий Палац» Глядачів: 11,600 |

| Протокол | Протокол         | Протокол                    | Протокол     | Протокол                 |
| -------- | ---------------- | --------------------------- | ------------ | ------------------------ |
|          | Єгор Подомацький | Голкіпери                   | Андрій Мезін | Арбітр: Владімір Шиндлер |
|          | 0:1              | 12.00 Циплаков (Калюжний б) |              | Арбітр: Владімір Шиндлер |
| 8 хв.    | Вилучення        | 6 хв.                       |              | Арбітр: Владімір Шиндлер |
| 31       | Кидки            | 18                          |              | Арбітр: Владімір Шиндлер |

| 7 травня 2000 20:30 | США | 1 — 1 (0—1, 0—0, 1—0) | Латвія | СКК «Льодовий Палац» Глядачів: 3,100 |

| Протокол                           | Протокол  | Протокол                        | Протокол   | Протокол              |
| ---------------------------------- | --------- | ------------------------------- | ---------- | --------------------- |
|                                    | Роберт Еш | Голкіпери                       | Артур Ірбе | Арбітр: Пекка Хааянен |
| Геггерті (Нілсен, Богунецкі) 49.32 | 0:1 1:1   | 06.33 Лавіньш (Керч, Семенов б) |            | Арбітр: Пекка Хааянен |
| 12 хв.                             | Вилучення | 12 хв.                          |            | Арбітр: Пекка Хааянен |
| 37                                 | Кидки     | 19                              |            | Арбітр: Пекка Хааянен |

| 8 травня 2000 16:30 | Латвія | 1 — 4 (0—0, 0—3, 1—1) | Швейцарія | СКК «Льодовий Палац» Глядачів: 3,600 |

| Протокол                | Протокол            | Протокол                                                                                                   | Протокол    | Протокол                |
| ----------------------- | ------------------- | --- | ----------- | ----------------------- |
|                         | Артур Ірбе          | Голкіпери                                                                                                  | Рето Павоні | Арбітр: Тор Олав Йонсен |
| Керч (Белявський) 57.47 | 0:1 0:2 0:3 0:4 1:4 | 21.30 Фішер (Крамері, Женні) 27.15 Женні (Т. Циглер) 29.44 Фішер (Суттер, Крамері б) 52.20 Крамері (Фішер) |             | Арбітр: Тор Олав Йонсен |
| 12 хв.                  | Вилучення           | 6 хв. |             | Арбітр: Тор Олав Йонсен |
| 24                      | Кидки               | 21 |             | Арбітр: Тор Олав Йонсен |

### Група F
| Команда    | І | В | Н | П | ГЗ | ГП | Різ | Очк |
| ---------- | - | - | - | - | -- | -- | --- | --- |
| Чехія      | 5 | 4 | 0 | 1 | 25 | 11 | +14 | 8   |
| Фінляндія  | 5 | 3 | 1 | 1 | 22 | 15 | +7  | 7   |
| Канада     | 5 | 3 | 0 | 2 | 19 | 10 | +9  | 6   |
| Словаччина | 5 | 2 | 1 | 2 | 22 | 15 | +7  | 5   |
| Норвегія   | 5 | 1 | 1 | 3 | 10 | 24 | −14 | 3   |
| Італія     | 5 | 0 | 1 | 4 | 5  | 28 | −23 | 1   |

Час початку матчів місцевий (UTC+4).
| 5 травня 16:30 |     |        |                           |
| Фінляндія      | 1:5 | Канада | СКК Льодовий Палац (6615) |
|                |     |        | СКК Льодовий Палац (6615) |

| 5 травня 20:30 |     |        |                           |
| Чехія          | 9:2 | Італія | СКК Льодовий Палац (3132) |
|                |     |        | СКК Льодовий Палац (3132) |

| 6 травня 20:30 |     |          |                           |
| Словаччина     | 9:1 | Норвегія | СКК Льодовий Палац (2001) |
|                |     |          | СКК Льодовий Палац (2001) |

| 7 травня 16:30 |     |        |                           |
| Канада         | 6:0 | Італія | СКК Льодовий Палац (4730) |
|                |     |        | СКК Льодовий Палац (4730) |

| 7 травня 20:30 |     |           |                           |
| Чехія          | 4:6 | Фінляндія | СКК Льодовий Палац (7182) |
|                |     |           | СКК Льодовий Палац (7182) |

| 8 травня 16:30 |     |           |                           |
| Норвегія       | 4:7 | Фінляндія | СКК Льодовий Палац (4610) |
|                |     |           | СКК Льодовий Палац (4610) |

| 8 травня 20:30 |     |            |                           |
| Чехія          | 6:2 | Словаччина | СКК Льодовий Палац (3999) |
|                |     |            | СКК Льодовий Палац (3999) |

| 9 травня 16:30 |     |        |                           |
| Норвегія       | 1:1 | Італія | СКК Льодовий Палац (3080) |
|                |     |        | СКК Льодовий Палац (3080) |

| 9 травня 20:30 |     |        |                       |
| Словаччина     | 3:4 | Канада | СК «Ювілейний» (5525) |
|                |     |        | СК «Ювілейний» (5525) |

## Турнір на вибування
|  | Команда кваліфікується до чемпіонату світу 2001 |
|  | Команда вибуває до дивізіону I                  |

### Група G
| Команда | І | В | Н | П | ГЗ | ГП | Різ | Очк |
| ------- | - | - | - | - | -- | -- | --- | --- |
| Австрія | 3 | 2 | 1 | 0 | 11 | 8  | +3  | 5   |
| Україна | 3 | 2 | 0 | 1 | 9  | 5  | +4  | 4   |
| Франція | 3 | 1 | 1 | 1 | 12 | 8  | +4  | 3   |
| Японія  | 3 | 0 | 0 | 3 | 5  | 16 | −11 | 0   |

Час початку матчів місцевий (UTC+4).
| 6 травня 2000 16:30 | Франція | 3 — 3 (0–2, 2–1, 1–0) | Австрія | СК «Ювілейний» Глядачів: 4 168 |

| Протокол                                                                                             | Протокол                | Протокол                                                              | Протокол       | Протокол                 |
| --- | ----------------------- | --------------------------------------------------------------------- | -------------- | ------------------------ |
| | Крістобаль Юе           | Голкіпери                                                             | Райнгард Дівіс | Арбітр: Сергій Карабанов |
| М. Розенталь (Бріан б) 33:21 Бозон (М. Розенталь, Меньє б) 39:28 М. Розенталь (Бозон, Меньє б) 48:42 | 0:1 0:2 1:2 1:3 2:3 3:3 | 00:22 Траттніг (Сірл) 07:10 Сірл 34:28 Кальт (Ульріх, Гогенбергер б2) |                | Арбітр: Сергій Карабанов |
| 20 хв.                                                                                               | Вилучення               | 16 хв.                                                                |                | Арбітр: Сергій Карабанов |
| 31                                                                                                   | Кидки                   | 25                                                                    |                | Арбітр: Сергій Карабанов |

| 6 травня 2000 16:30 | Україна | 4 — 0 (3–0, 0–0, 1–0) | Японія | СКК Льодовий Палац Глядачів: 5,250 |

| Протокол | Протокол        | Протокол  | Протокол   | Протокол                |
| --- | --------------- | --------- | ---------- | ----------------------- |
| | Ігор Карпенко   | Голкіпери | Дасті Імоо | Арбітр: Тор Олав Йонсен |
| Литвиненко (Проценко) 08:52 Матвійчук (Варламов, Разін) 17:31 Завальнюк (Якушин) 19:24 Шахрайчук (Варламов, Матвійчук б) 47:37 | 1:0 2:0 3:0 4:0 |           |            | Арбітр: Тор Олав Йонсен |
| 33 хв. | Вилучення       | 35 хв.    |            | Арбітр: Тор Олав Йонсен |
| 17 | Кидки           | 21        |            | Арбітр: Тор Олав Йонсен |

| 7 травня 2000 12:30 | Франція | 2 — 3 (0–1, 0–1, 2–1) | Україна | СКК Льодовий Палац Глядачів: 5,200 |

| Протокол                                                         | Протокол            | Протокол                                                                               | Протокол      | Протокол             |
| ---------------------------------------------------------------- | ------------------- | -------------------------------------------------------------------------------------- | ------------- | -------------------- |
|                                                                  | Крістобаль Юе       | Голкіпери                                                                              | Ігор Карпенко | Арбітр: Кевін Ейксон |
| Звікель (Ф. Розенталь) 46:34 Меньє (М. Розенталь, Бріан б) 48:50 | 0:1 0:2 0:3 1:3 2:3 | 09:36 Литвиненко (Климентьєв, Савицький б) 35:13 Савицький 40:52 Проценко (Литвиненко) |               | Арбітр: Кевін Ейксон |
| 4 хв.                                                            | Вилучення           | 12 хв.                                                                                 |               | Арбітр: Кевін Ейксон |
| 24                                                               | Кидки               | 25                                                                                     |               | Арбітр: Кевін Ейксон |

| 7 травня 2000 12:30 | Австрія | 5 — 3 (2–1, 1–1, 2–1) | Японія | СК «Ювілейний» Глядачів: 4,848 |

| Протокол | Протокол                        | Протокол                                                                                | Протокол       | Протокол             |
| --- | ------------------------------- | --------------------------------------------------------------------------------------- | -------------- | -------------------- |
| | Райнгард Дівіс                  | Голкіпери                                                                               | Сініті Івасакі | Арбітр: Скотт Гансен |
| Маркзелл (Гогенбергер, Рессманн) 06:38 Вілдон (Гогенбергер, Ульріх б2) 11:21 Бранднер (Вілдон) 30:05 Бранднер (Траттніг)53:27 Кальт (Вілдон) 54:23 | 0:1 1:1 2:1 2:2 3:2 3:3 4:3 5:3 | 03:56 Кувабара (б) 29:00 Кувабара (Кабаяма, Кавагуті б) 51:13 Юле (Ісодзіма, Фудзіта б) |                | Арбітр: Скотт Гансен |
| 10 хв. | Вилучення                       | 6 хв.                                                                                   |                | Арбітр: Скотт Гансен |
| 35 | Кидки                           | 25                                                                                      |                | Арбітр: Скотт Гансен |

| 9 травня 2000 12:30 | Франція | 7 — 2 (3–0, 1–1, 3–1) | Японія | СКК Льодовий Палац Глядачів: 8,050 |

| Протокол | Протокол                            | Протокол                                       | Протокол   | Протокол                 |
| --- | ----------------------------------- | ---------------------------------------------- | ---------- | ------------------------ |
| | Фабріс Ланрі                        | Голкіпери                                      | Дасті Імоо | Арбітр: Владімір Шиндлер |
| Меньє (Барен м) 02:08 Баше (Звікель) 03:23 Меньє (Перез, Бріан б) 13:48 Ф. Розенталь (М. Розенталь, Перез б) 39:50 Меньє (Аймонетто, Трей) 46:35 Бріан (Меньє, М. Розенталь б) 50:30 Барен (Башле б) 59:50 | 1:0 2:0 3:0 3:1 4:1 4:2 5:2 6:2 7:2 | 30:33 Кувабара (Юле б) 45:29 Кобаясі (Кабаяма) |            | Арбітр: Владімір Шиндлер |
| 12 хв. | Вилучення                           | 16 хв.                                         |            | Арбітр: Владімір Шиндлер |
| 33 | Кидки                               | 20                                             |            | Арбітр: Владімір Шиндлер |

| 9 травня 2000 12:30 | Австрія | 3 — 2 (0–0, 0–2, 3–0) | Україна | СК «Ювілейний» Глядачів: 5,412 |

| Протокол                                                                    | Протокол            | Протокол                                                                      | Протокол      | Протокол                 |
| --------------------------------------------------------------------------- | ------------------- | ----------------------------------------------------------------------------- | ------------- | ------------------------ |
|                                                                             | Райнгард Дівіс      | Голкіпери                                                                     | Ігор Карпенко | Арбітр: Владімір Мігалік |
| Кальт (б) 46:12 Унтерлуггауер (б) 48:38 Унтерлуггауер (Вілдон, Кальт) 56:27 | 0:1 0:2 1:2 2:2 3:2 | 28:03 Шахрайчук (Варламов, Матвійчук) 37:42 Калмиков (Шахрайчук, Матвійчук б) |               | Арбітр: Владімір Мігалік |
| 16 хв.                                                                      | Вилучення           | 12 хв.                                                                        |               | Арбітр: Владімір Мігалік |
| 26                                                                          | Кидки               | 28                                                                            |               | Арбітр: Владімір Мігалік |

## Плей-оф
|  | Чвертьфінали | Чвертьфінали | Чвертьфінали |   |           | Півфінали  | Півфінали | Півфінали           |        |     | Фінал      | Фінал     | Фінал |
|  |              |              |              |   |           |            |           |                     |        |     |            |           |       |
|  | E1           | США          | 1            |   |           |            |           |                     |        |     |            |           |       |
|  | F4           | Словаччина   | 4            |   |           |            |           |                     |        |     |            |           |       |
|  | F4           | Словаччина   | 4            |   | QF1       | Словаччина | 3         |                     |        |     |            |           |       |
|  |              |              |              |   | QF1       | Словаччина | 3         |                     |        |     |            |           |       |
|  |              | QF4          | Фінляндія    | 1 |           |            |           |                     |        |     |            |           |       |
|  | F2           | QF4          | Фінляндія    | 1 | Фінляндія | 2          |           |                     |        |     |            |           |       |
|  | F2           |              |              |   | Фінляндія | 2          |           |                     |        |     |            |           |       |
|  | E3           | Швеція       | 1            |   |           |            |           |                     |        |     |            |           |       |
|  | E3           | Швеція       | 1            |   |           |            |           |                     |        | SF1 | Словаччина | 3         |       |
|  |              |              |              |   |           |            |           |                     |        | SF1 | Словаччина | 3         |       |
|  |              | SF2          | Чехія        | 5 |           |            |           |                     |        |     |            |           |       |
|  | E2           | SF2          | Чехія        | 5 | Швейцарія | 3          |           |                     |        |     |            |           |       |
|  | E2           |              |              |   | Швейцарія | 3          |           |                     |        |     |            |           |       |
|  | F3           | Канада       | 5            |   |           |            |           |                     |        |     |            |           |       |
|  | F3           | Канада       | 5            |   | QF3       | Канада     | 1         |                     |        |     |            |           |       |
|  |              |              |              |   | QF3       | Канада     | 1         | Матч за третє місце |        |     |            |           |       |
|  |              | QF2          | Чехія        | 2 |           |            |           |                     |        |     |            |           |       |
|  | F1           | QF2          | Чехія        | 2 | Чехія     | 3          |           | SF1                 | Канада | 1   |            |           |       |
|  | F1           |              |              |   | Чехія     | 3          |           | SF1                 | Канада | 1   |            |           |       |
|  | E4           | Латвія       | 1            |   |           |            |           |                     |        |     | SF2        | Фінляндія | 2     |

### Чвертьфінали
Час початку матчів місцевий (UTC+4)
| 11 травня 16:30 |     |            |                           |
| США             | 1:4 | Словаччина | СКК Льодовий Палац (1900) |
|                 |     |            | СКК Льодовий Палац (1900) |

| 11 травня 16:30 |     |        |                       |
| Фінляндія       | 2:1 | Швеція | СК «Ювілейний» (6120) |
|                 |     |        | СК «Ювілейний» (6120) |

| 11 травня 20:30 |     |        |                           |
| Швейцарія       | 3:5 | Канада | СКК Льодовий Палац (3500) |
|                 |     |        | СКК Льодовий Палац (3500) |

| 11 травня 20:30 |     |        |                       |
| Чехія           | 3:1 | Латвія | СК «Ювілейний» (3244) |
|                 |     |        | СК «Ювілейний» (3244) |

### Півфінали
Час початку матчів місцевий (UTC+4)
| 12 травня 16:30 |     |           |                            |
| Словаччина      | 3:1 | Фінляндія | СКК Льодовий Палац (10800) |
|                 |     |           | СКК Льодовий Палац (10800) |

| 12 травня 20:30 |     |       |                            |
| Канада          | 1:2 | Чехія | СКК Льодовий Палац (11700) |
|                 |     |       | СКК Льодовий Палац (11700) |

### Матч за 3-є місце
Час початку матчів місцевий (UTC+4)
| 14 травня 2000 14:30 | Канада | 1 : 2 (1-0, 0-1, 0-1) | Фінляндія | СКК Льодовий Палац Глядачів: 10,700 |

| Протокол    | Протокол    | Протокол                                         | Протокол      | Протокол                 |
| ----------- | ----------- | ------------------------------------------------ | ------------- | ------------------------ |
|             | Жозе Теодор | Голкіпери                                        | Пасі Нурмінен | Арбітр: Владімір Мігалік |
| Окойн 07:37 | 1:0 1:1 1:2 | 35:29 Хентунен (Лінд) 49:02 Туомайнен (Тікканен) |               | Арбітр: Владімір Мігалік |
| 6 хв.       | Вилучення   | 6 хв.                                            |               | Арбітр: Владімір Мігалік |
| 25          | Кидки       | 29                                               |               | Арбітр: Владімір Мігалік |

### Фінал
Час початку матчів місцевий (UTC+4)
| 14 травня 2000 18:30 | Словаччина | 3 : 5 (0–3, 1–0, 2–2) | Чехія | СКК Льодовий Палац Глядачів: 12,350 |

| Протокол                                                          | Протокол                        | Протокол | Протокол       | Протокол             |
| ----------------------------------------------------------------- | ------------------------------- | --- | -------------- | -------------------- |
|                                                                   | Ян Лашак                        | Голкіпери | Роман Чехманек | Арбітр: Кевін Ейксон |
| Штрбак (Сухи, Пухер, б) 27:43 Глінка 55:22 Шатан (Бартечко) 57:38 | 0:1 0:2 0:3 1:3 1:4 2:4 3:4 3:5 | 06:04 Сикора (Прохазка, Варадя) 09:34 Власак (Бузек) 12:25 Прохазка (Власак, Рейхел) 43:35 Томайко (Допіта, Виборни) 58:58 Рейхел (Сикора, Проспал) |                | Арбітр: Кевін Ейксон |
| 10 хв.                                                            | Вилучення                       | 28 хв. |                | Арбітр: Кевін Ейксон |
| 33                                                                | Кидки                           | 15 |                | Арбітр: Кевін Ейксон |

## Статистика

### Підсумкова таблиця
Підсумкова таблиця турніру:
|    | Чехія      |
|    | Словаччина |
|    | Фінляндія  |
| 4  | Канада     |
| 5  | США        |
| 6  | Швейцарія  |
| 7  | Швеція     |
| 8  | Латвія     |
| 9  | Білорусь   |
| 10 | Норвегія   |
| 11 | Росія      |
| 12 | Італія     |
| 13 | Австрія    |
| 14 | Україна    |
| 15 | Франція    |
| 16 | Японія     |

### Бомбардири
Список 10 найкращих гравців, сортованих за очками. Список розширений, оскільки деякі гравці набрали рівну кількість очок.
І = проведено ігор; Г = голи; П = передачі; Очк. = очки; +/− = плюс/мінус; Ш = штрафні хвилини;
| Гравець         | І | Г  | П | Очк. | +/– | Ш  |
| --------------- | - | -- | - | ---- | --- | -- |
| Мірослав Шатан  | 9 | 10 | 2 | 12   | +3  | 14 |
| Їржі Допіта     | 9 | 4  | 7 | 11   | +8  | 16 |
| Давід Виборний  | 9 | 4  | 6 | 10   | +6  | 6  |
| Тодд Бертуцці   | 9 | 5  | 4 | 9    | +5  | 47 |
| Томаш Власак    | 9 | 4  | 5 | 9    | +5  | 0  |
| Тронд Магнуссен | 6 | 3  | 6 | 9    | +4  | 10 |
| Раєн Сміт       | 9 | 3  | 6 | 9    | +3  | 0  |
| Міхал Сикора    | 9 | 5  | 3 | 8    | +7  | 16 |
| Арно Бріан      | 6 | 4  | 4 | 8    | -2  | 8  |
| Моріс Розенталь | 6 | 3  | 5 | 8    | 0   | 8  |

Джерело: IIHF.com [Архівовано 14 квітня 2009 у Wayback Machine.]

### Найкращі воротарі
Список п'яти найращих воротарів, сортованих за відсотком відбитих кидків. У список включені лише ті гравці, які провели щонайменш 40 % хвилин.
| Гравець        | ЧНЛ    | К   | ГП | СП   | %ВК   | ША |
| -------------- | ------ | --- | -- | ---- | ----- | -- |
| Жозе Теодор    | 478:11 | 192 | 13 | 1.63 | 93.23 | 2  |
| Райнгард Дівіс | 358:56 | 201 | 15 | 2.51 | 92.54 | 0  |
| Роман Чехманек | 480:00 | 212 | 16 | 2.00 | 92.45 | 1  |
| Томмі Сало     | 358:31 | 128 | 10 | 1.67 | 92.19 | 1  |
| Рето Павоні    | 299:41 | 151 | 14 | 2.80 | 90.73 | 0  |

ЧНЛ = часу на льоду (хвилини: секунди); КП = кидки; ГП = голів пропушено; СП = Середня кількість пропущених шайб; %ВК = відбитих кидків (у %); ША = шатаути
Джерело: IIHF.com [Архівовано 14 квітня 2009 у Wayback Machine.]